# Andrei Wladimirowitsch Schtschegljajew

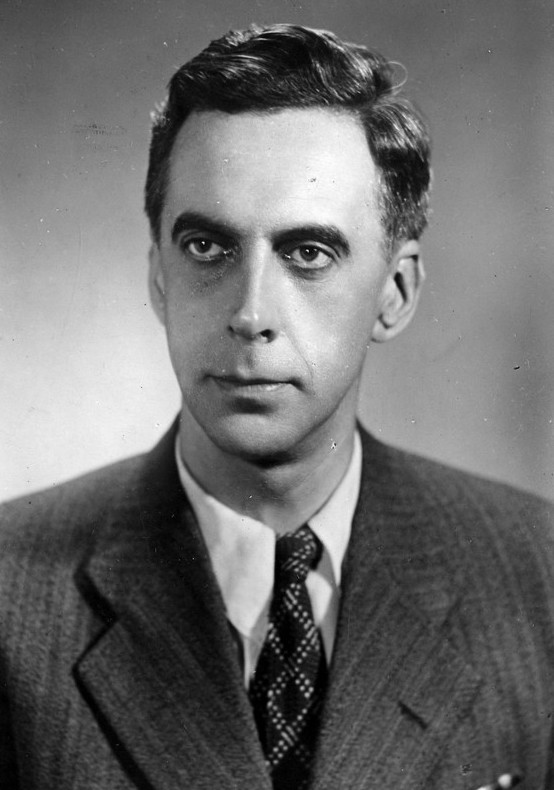
Andrei Wladimirowitsch Schtschegljajew (1948)

Andrei Wladimirowitsch Schtschegljajew (russisch Андрей Владимирович Щегляев; * 7. Oktoberjul. / 20. Oktober 1902greg. in Moskau; † 27. August 1970 ebenda) war ein Ingenieur und Hochschullehrer, der sich insbesondere mit Energietechnik sowie der Nutzung von Dampfturbinen befasste und 1953 korrespondierendes Mitglied der Akademie der Wissenschaften der UdSSR wurde.

## Leben

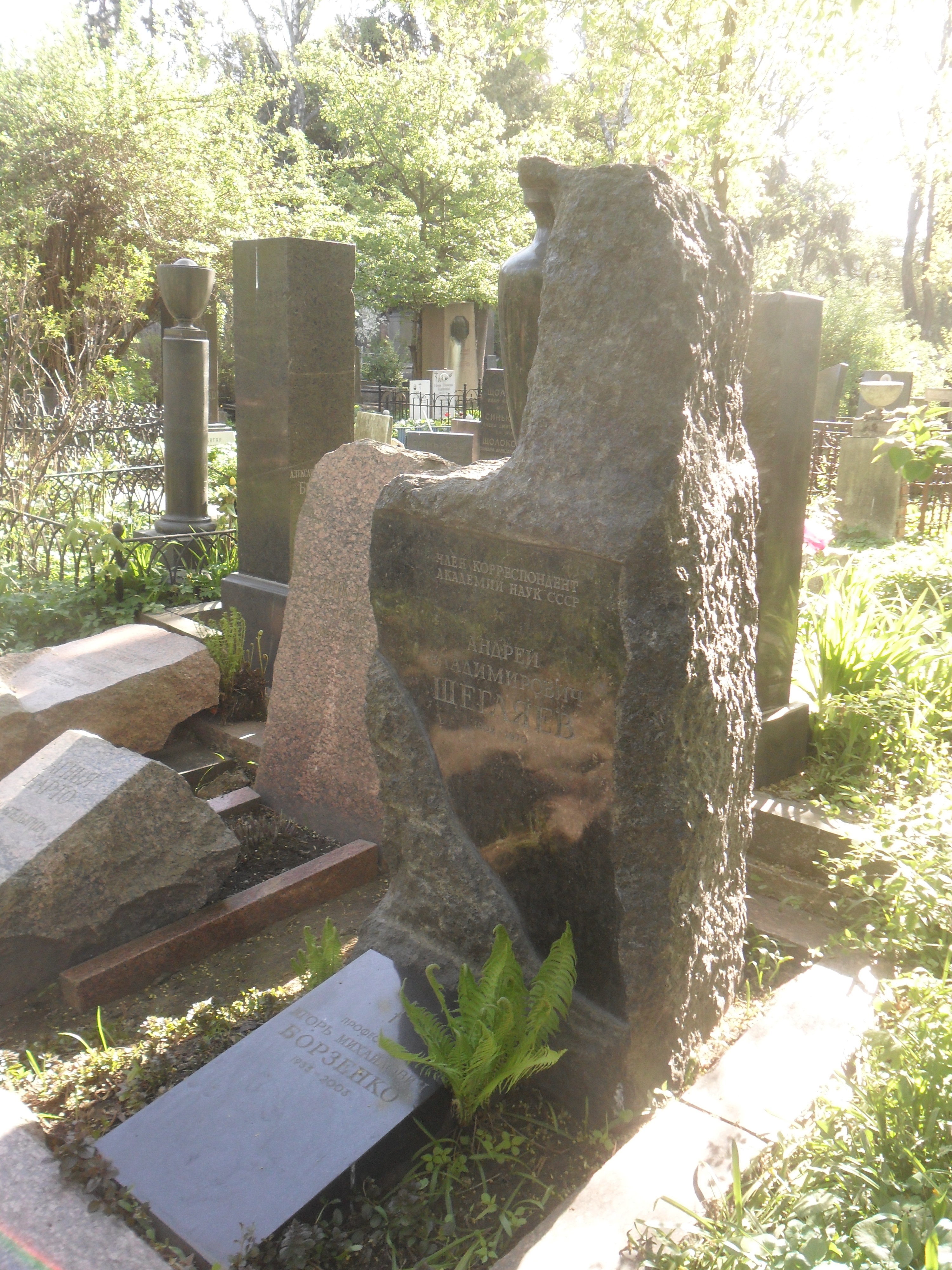
Grabstätte von Andrei Nikolajewitsch Schtschegljajew auf dem Nowodewitschi-Friedhof.

Andrei Wladimirowitsch Schtschegljajew begann nach dem Schulbesuch ein Studium der Ingenieurwissenschaften und Mechanik an der Moskauer Höheren Technischen Schule (MHTS), das er 1926 beendete. Bereits während des Studiums wurde er 1924 Mitarbeiter des All-Unionsforschungsinstituts für Thermotechnik und war nach Abschluss seines Studiums zwischen 1926 und 1930 zudem Wissenschaftlicher Mitarbeiter der MHTS. Dort arbeitete er unter anderem mit Georgi Sergejewitsch Schiritzki zusammen, ein Pionier auf dem Gebiet Flüssigraketentriebwerke.
1930 wurde Schtschegljajew zunächst außerordentlicher Professor sowie 1946 Professor am Moskauer Energetischen Institut (Московский Энергетический Институт), an dem er bis zu seinem Tode 1970 forschte und lehrte. Er befasste sich insbesondere mit Energietechnik, der Untersuchung thermischer Prozesse von Dampfturbinen und der Schaffung von Systemen zu deren Regelung und Automatisierung. Er entwickelt eine Theorie und Methoden zur Untersuchung schnell fließender Steuerungsprozesse. Für die Entwicklung eines hydrodynamischen Regelsystems für Dampfturbinen erhielt er 1948 erstmals den Stalinpreis. 1952 wurde ihm für die Entwicklung und Umsetzung eines neuen Dampfleitungssystems erneut der Stalinpreis verliehen. Am 23. Oktober 1953 wurde er zudem korrespondierendes Mitglied der Akademie der Wissenschaften der UdSSR.
Für seine Verdienste wurde Andrei Wladimirowitsch Schtschegljajew ferner der Leninorden, drei Mal der Orden des Roten Banners der Arbeit, das Ehrenzeichen der Sowjetunion sowie die Medaille „Für heldenmütige Arbeit im Großen Vaterländischen Krieg 1941–1945“ verliehen. Er war mit der Schriftstellerin Agnija Lwowna Barto (1906–1981) in deren zweiter Ehe nach dem Schriftsteller Pawel Nikolajewitsch Barto verheiratet und wurde nach seinem Tode wurde er auf dem Nowodewitschi-Friedhof in Moskau beigesetzt.

## Veröffentlichungen
- Prüfung von Dampfturbinen, ONTI NKTP, 1937
- Regulierung von Dampfturbinen, ONTI NKTP UdSSR, 1938
- Dampfturbinen: Theorie des thermischen Prozesses und Konstruktion von Turbinen, 2 Bände, 6. Auflage, Energoatomizdat, 1993, ISBN 5-283-00261-6.